# Gladiolus exiguus
Gladiolus exiguus är en irisväxtart som beskrevs av Gwendoline Joyce Lewis. Gladiolus exiguus ingår i släktet sabelliljor, och familjen irisväxter. Inga underarter finns listade i Catalogue of Life.